# جيمس دي باسكوالي
جيمس دي باسكوالي (بالإنجليزية: James Di Pasquale)‏ هو مؤلف موسيقى تصويرية وملحن أمريكي، ولد في 7 أبريل 1941 في شيكاغو في الولايات المتحدة.

## وصلات خارجية
- جيمس دي باسكوالي على موقع IMDb (الإنجليزية)
- جيمس دي باسكوالي على موقع ميوزك برينز (الإنجليزية)
- جيمس دي باسكوالي على موقع قاعدة بيانات الفيلم (الإنجليزية)